# Dekanat pabianicki
Dekanat pabianicki – dekanat należący do Archidiecezji łódzkiej, położony w jej centralnej części. Obszarowo obejmuje miasto Pabianice oraz pobliskie miejscowości: Bychlew, Chechło I, Dąbrowa, Górka Pabianicka, Gorzew, Kolonia Wola Zaradzyńska, Konin, Ksawerów, Kudrowice, Majówka, Okołowice, Petrykozy, Piątkowisko, Porszewice, Rydzyny, Szynkielew, Świątniki, Teklin, Terenin, Widzew, Wola Zaradzyńska, Wola Żytowska, Wymysłów, Żdżary. 
Zamieszkuje go ok. 74 tys. mieszkańców. 
Dziekanem jest ks. kanonik Ryszard Stanek, proboszcz parafii Świętego Maksymiliana Marii Kolbego w Pabianicach. Funkcję wicedziekana pełni kanonik Stanisław Bracha (proboszcz parafii Matki Boskiej Częstochowskiej w Ksawerowie). Ojcem duchownym jest ks. Józef Kapias CM - proboszcz parafii Najświętszej Maryi Panny Różańcowej w Pabianicach.
Dekanat składa się z 10 parafii:
- Parafia Świętego Marcina i Świętej Marii Magdaleny w Górce Pabianickiej
- Parafia Matki Boskiej Częstochowskiej w Ksawerowie
- Parafia Chrystusa Króla Wszechświata w Pabianicach
- Parafia Miłosierdzia Bożego w Pabianicach
- Parafia Najświętszej Maryi Panny Różańcowej w Pabianicach
- Parafia Świętego Floriana Męczennika w Pabianicach
- Parafia Świętego Maksymiliana Marii Kolbego w Pabianicach
- Parafia Świętego Mateusza Apostoła i Ewangelisty i Świętego Wawrzyńca Męczennika w Pabianicach
- Parafia Trójcy Przenajświętszej w Pabianicach
- Parafia Najświętszej Maryi Panny Nieustającej Pomocy w Woli Zaradzyńskiej